# John McConnell Rice

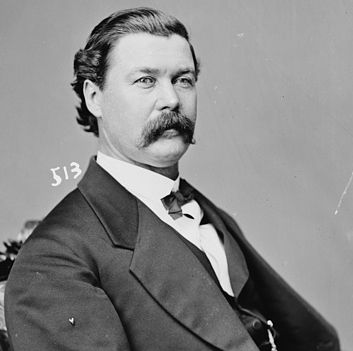
John McConnell Rice

John McConnell Rice (* 19. Februar 1831 in Prestonsburg, Floyd County, Kentucky; † 18. September 1895 in Louisa, Kentucky) war ein US-amerikanischer Politiker. Zwischen 1869 und 1873 vertrat er den Bundesstaat Kentucky im US-Repräsentantenhaus.

## Werdegang
John Rice erhielt nur eine eingeschränkte Grundschulausbildung. Nach einem anschließenden Jurastudium an der Louisville Law School und seiner 1853 erfolgten Zulassung als Rechtsanwalt begann er in Pikeville in diesem Beruf zu arbeiten. Im Jahr 1854 wurde er Schulrat im Pike County. Zwei Jahre später, 1856, war er im selben Bezirk als Staatsanwalt tätig.
Politisch war Rice Mitglied der Demokratischen Partei. In den Jahren 1858 und 1861 wurde er in das Repräsentantenhaus von Kentucky gewählt. Seit 1860 lebte er in Louisa. Bei den Kongresswahlen des Jahres 1868 wurde er im neunten Wahlbezirk von Kentucky in das US-Repräsentantenhaus in Washington, D.C. gewählt, wo er am 4. März 1869 die Nachfolge von Samuel McKee antrat. Nach einer Wiederwahl im Jahr 1870 konnte er bis zum 3. März 1873 zwei Legislaturperioden im Kongress absolvieren.
1872 verzichtete John Rice auf eine weitere Kandidatur für das US-Repräsentantenhaus. In den folgenden Jahren praktizierte er in Louisa als Anwalt. Im Jahr 1883 wurde er zum Richter am Kriminalgericht im Lawrence County ernannt. Dieses Amt bekleidete er bis zu seinem Tod am 18. September 1895 in Louisa.